# Mussidae

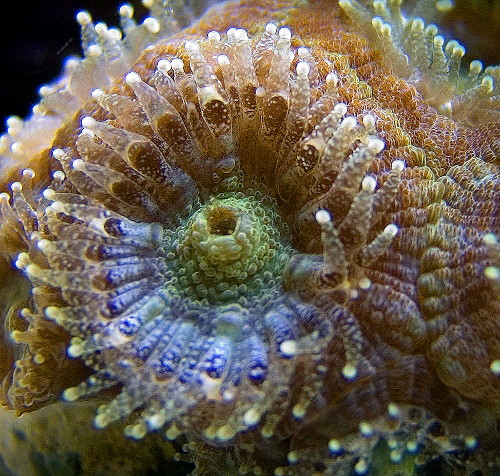
Acanthastrea lordhowensis

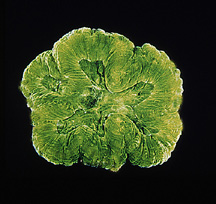
Isophyllia sinuosa

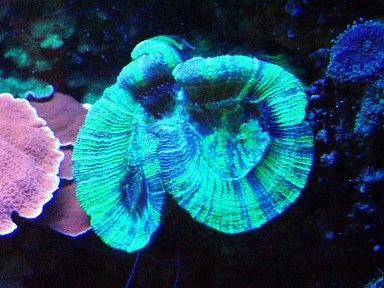
Scolymnia sp.

Die Mussidae sind eine Familie der Steinkorallen (Scleractinia). Die meisten Gattungen haben große Polypen, deren Skelette durch große Septen geteilt werden. Sie leben in der Karibik und in den Korallenriffen des Indopazifik.

## Merkmale
Die Mussidae sind solitär oder bilden Kolonien. Das Skelett ist stabil, Koralliten und die Täler zwischen ihnen sind sehr groß. Die Septen haben große zahn- oder blattförmige Strukturen. Die Collumella genannte Kalksäule im Zentrum der Koralliten und die Zwischenwände sind gut entwickelt und dick. Die Polypen sind groß und fleischig. Die Familie ist eng mit den Pectiniidae verwandt, von der sie durch das robustere Skelett und die großen Koralliten mit großen Septenzähnen zu unterscheiden ist. Morphologisch ähnelt sie außerdem den Meandrinidae. Bei einigen Arten (Cynarina lacrimalis, Scolymia australis) bläht sich der Polyp tagsüber mit Wasser auf und wegen der Transparenz der Tiere wird das darunter liegende Skelett sichtbar. Wahrscheinlich werden so die Photosynthesemöglichkeiten der mit den Korallen in Symbiose lebenden Zooxanthellen verbessert. Nachts fressen die Mussiden Zooplankton, Lobophyllia hemprichii ist auch in der Lage größere Beutetiere, wie Schwebegarnelen oder Vielborster zu fangen. 

## Fortpflanzung
Alle Mussiden sind zwittrig, zwei Arten stoßen fertig entwickelte Planulalarven aus. Für fünf Arten, Acanthastrea echinata, Lobophyllia hemprichii, L.corymbosa, Symphyllia recta und S. radians, wurde nachgewiesen, das sie sich am Massenablaichen der Korallen im Great Barrier Reef beteiligen.

## Gattungen
- Acanthastrea Milne-Edwards & Haime, 1848; Indopazifik.
- Acanthophyllia Wells, 1937
- Australomussa Veron, 1985; Indopazifik.
- Blastomussa Wells, 1968; Indopazifik.
- Cynarina Brueggemann, 1877; Indopazifik.
- Homophyllia Brueggemann, 1877
- Indophyllia Gerth, 1921; Indopazifik.
- Isophyllastrea Matthai, 1928
- Isophyllia Milne-Edwards & Haime, 1851; Karibik.
- Lobophyllia Blainville, 1830; Indopazifik.
- Micromussa; Indopazifik.
- Mussa Oken, 1815; Karibik.
- Mussismilia Ortmann, 1890; Karibik.
- Mycetophyllia Milne-Edwards & Haime, 1848; Karibik.
- Scolymia Haime, 1852; Indopazifik und Karibik.
- Symphyllia Milne-Edwards & Haime, 1848; Indopazifik.

Daneben existierten zahlreiche weitere, heute ausgestorbene Gattungen.